# Rezoluția 1249 a Consiliului de Securitate al ONU
Rezoluția 1249 a Consiliului de Securitate al Organizației Națiunilor Unite, adoptată la 25 iunie 1999, după examinarea cererii de aderare a Republicii Nauru și cercetarea raportului întocmit de Comitetul pentru admiterea de noi membri, a recomandat Adunării Generale admiterea Naurului, ceea ce a făcut ca numărul total de membri ai ONU să ajungă la 187.
Adoptarea acestei rezoluții a avut loc cu 14 voturi „pentru”, niciunul „împotrivă” și o abținere din partea Chinei, al cărei reprezentant a declarat că nu poate sprijini recomandarea admiterii în cadrul Organizației Națiunilor Unite (din cauza relațiilor diplomatice strânse ale Naurului cu Taiwanul), dar că nu își va exercita dreptul de veto în interesul popoarelor ambelor țări.

## Efect
Adunarea Generală a admis Republica Nauru ca stat membru al Organizației Națiunilor Unite la 14 septembrie 1999.